# Gråboplattmal
Gråboplattmal (Exaeretia allisella) är en fjärilsart som beskrevs av Henry Tibbats Stainton 1849. Gråboplattmal ingår i släktet Exaeretia. Enligt Dyntaxa ingår Exaeretia i familjen plattmalar, Depressariidae, men enligt Catalogue of Life är tillhörigheten istället familjen praktmalar, (Oecophoridae). Arten är reproducerande i Sverige. Inga underarter finns listade i Catalogue of Life.

## Bildgalleri

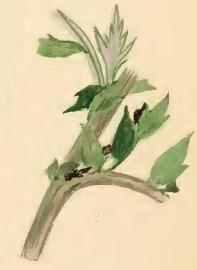
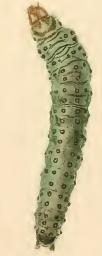
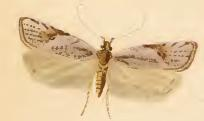